# Laura Marx Lafargue

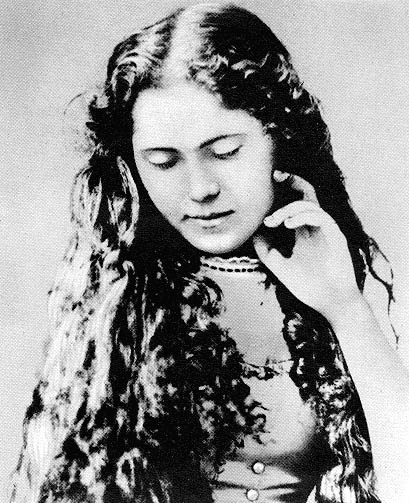
Laura Marx Lafargue 1860.

Laura Marx Lafargue, egentligen Jenny Laura Marx, född 26 september 1845 i Bryssel, var Karl Marx och Jenny von Westphalens andra dotter.
Hon gifte sig 1867 med socialisten Paul Lafargue med Friedrich Engels som bröllopsvittne. Efter Pariskommunens fall gick de i landsflykt i Spanien och England. Alla deras tre barn dog under denna tid. Paret begick gemensamt självmord 1911 i Draveil, utanför Paris.

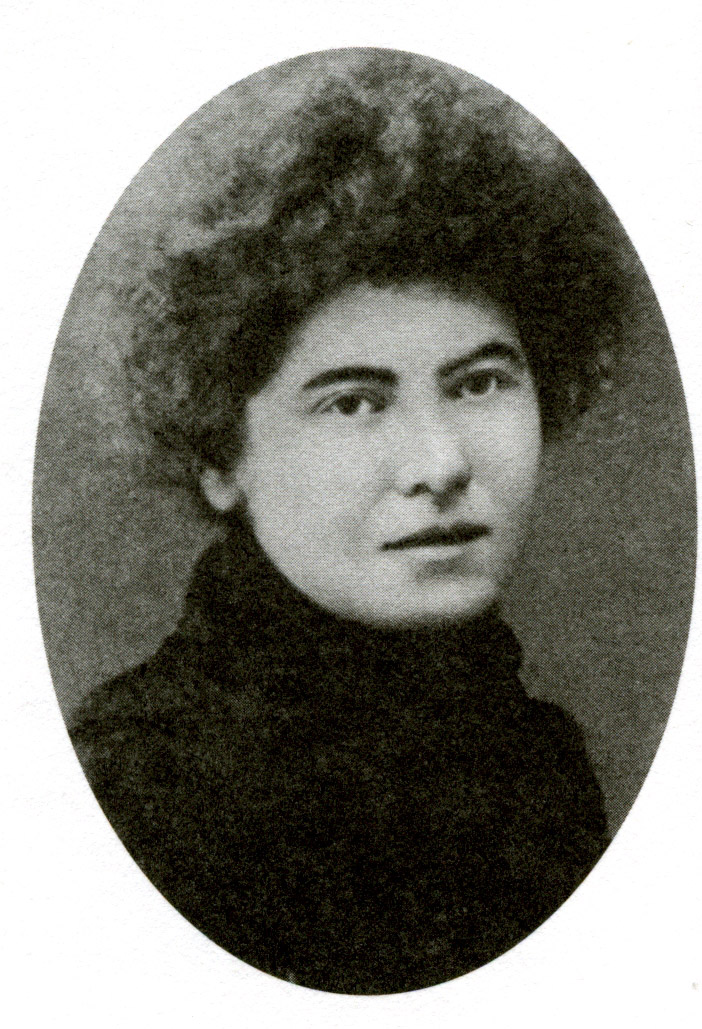
Laura Marx Lafargue